# Ioglav, Loveci
Ioglav (în bulgară Йоглав) este un sat în comuna Loveci, regiunea Loveci,  Bulgaria. 

## Demografie
Componența etnică a satului Ioglav
     Bulgari (98,66%)
     Nicio identificare (1,33%)
     Altele (0%)
La recensământul din 2011, populația satului Ioglav era de 374 locuitori. Din punct de vedere etnic, majoritatea locuitorilor (98,66%) erau bulgari. Pentru 1,33% din locuitori nu este cunoscută apartenența etnică.